# Fogo e movimento

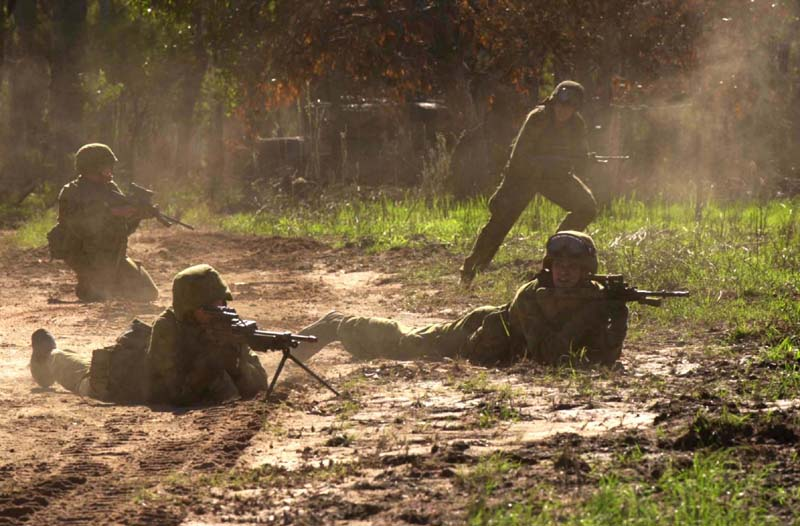
Militares australianos em um exercício de "fogo e manobra".

Fogo e movimento é a tática militar ofensiva que prevê utilização de duas equipes: uma para formar a base de fogo, lançando fogo supressivo contra defesas inimigas e atraindo a atenção para si, e uma segunda para avançar sobre o alvo. Geralmente, o componente móvel do arranjo busca realizar uma manobra de flanco.
Frequentemente, o papel de base de fogo é desempenhado por guarnições de armas coletivas, como metralhadoras e morteiros.
Uma variante possível é a alternância de papéis entre as equipes durante o avanço. Uma das equipes move-se, sob cobertura de fogo da outra, até ocupar uma posição intermediária. A partir desse momento, ela passa a dar cobertura, enquanto a equipe que fazia base de fogo avança até a próxima posição intermediária. Chegando lá, os papéis se invertem novamente, e assim sucessivamente até atingir as posições inimigas.
O princípio de fogo e movimento é a tática ofensiva básica para pequenas unidades de infantaria em praticamente todos os exércitos contemporâneos.